# 富塚宗綱
冨塚 宗綱（とみつか むねつな）は、戦国時代から江戸時代初期にかけての武将。伊達氏の家臣。陸奥国伊達郡森山城主。

## 生涯
天文12年（1543年）、冨塚仲綱の子として誕生。
宗綱が幼少の頃、父・仲綱が天文の乱で伊達稙宗に属して討ち死にし、伊達晴宗によって所領を没収されるが、天文22年（1553年）に懸田俊宗の懇願によって宗綱は所領の一部を返還された。その後、伊達輝宗・政宗父子に従う。
天正13年（1586年）の人取橋の戦い等の戦いに従軍し、後に宿老に任じられた。文禄の役では岩出山城の留守居を務めている。政宗の治世のうちに没したという。
家督は子・信綱が継いだ。以後、3代続いたが享保3年（1718年）に改易となった。